# Konami
Konami Group Corporation (コナミグループ株式会社, Konami Gurūpu Kabushiki-gaisha) é uma empresa pública japonesa desenvolvedora e distribuidora de jogos eletrônicos, brinquedos, animes, cromos, tokusatsus e máquinas de caça-níqueis. A empresa foi fundada em 1969 como uma empresa de aluguel e reparação de jukeboxes em Osaka, Japão por Kagemasa Kozuki, o ainda atual presidente do conselho de administração e CEO. O nome "Konami" é uma conjunção dos nomes Kagemasa Kozuki, Yoshinobu Nakama, Tatsuo Miyasako, que foram parceiros adquiridos por Kozuki e os fundadores originais da Konami Industry Co., Ltd em 1973. Konami significa igualmente "ondas pequenas" em japonês.

## Jogos
Ao decorrer dos anos, alguns dos maiores e mais memoráveis jogos foram lançados pela Konami. Entre os títulos da Konami que ajudaram a definir gêneros estão a série Tokimeki Memorial (simulador de encontros), a série Castlevania (aventura, onde o herói luta contra vampiros), a série Contra (ação/tiro), a série Ganbare Goemon (Aventura), a série Metal Gear (stealth), a série de terror Silent Hill, as séries do RPG (Role Playing Game) Suikoden, a série musical Bemani (que inclui Dance Dance Revolution, beatmania, Guitar Freaks and drummania, entre outros). A Konami também fez muito sucesso com talvez aquele que foi seu principal mascote, Sparkster, um gambá que luta contra seus inimigos usando uma espada flamejante e um foguete nas costas. O mais conhecido jogo do Sparkster foi Rocket Knight Adventures para o Mega Drive. Teve também a sequência Sparkster: Rocket Knight Adventures 2 lançado não só para o Mega Drive, mas também para o SNES. A Konami também brilha por seus jogos com scroll lateral para tiros, como em Gradius, Parodius, e Twinbee. Jogos de caráter "animado" e outros produtos igualmente categorizados são baseados em licenças de desenhos animados, especialmente de Batman: The Animated Series, Teenage Mutant Ninja Turtles, Xiaolin Showdown, Tiny Toon Adventures, Super Bomberman R e coletâneas de cartas da série Yu-Gi-Oh!.